# Cup of China
Der Cup of China ist ein internationaler Eiskunstlaufwettbewerb, der einen Teil der Grand-Prix-Serie bildet. Er wird vom chinesischen Eiskunstlaufverband ausgerichtet und findet jedes Jahr im Herbst an wechselnden Orten in der Volksrepublik China statt. Die Eiskunstläufer treten in den Disziplinen Einzellauf der Herren, Einzellauf der Damen, Paarlauf und Eistanz gegeneinander an.
Der erste Cup of China wurde 2003, bereits als Teil der Grand-Prix-Serie, in Peking ausgetragen, nachdem der deutsche Bofrost Cup wegen geringen Zuschauerinteresses und eines besseren TV-Angebots aus China aus der Serie herausgenommen worden war. Im Jahr 2018 fand der Cup of China nicht statt und wurde in der ISU-Grand-Prix-Serie einmalig durch einen Grand-Prix-Wettbewerb in Helsinki ersetzt. 2021 wurde der Cup of China aufgrund der COVID-19-Pandemie abgesagt, auch 2022 verzichtete China aus demselben Grund auf die Austragung eines Grand-Prix-Wettbewerbs. 2023 fand wieder ein Grand-Prix-Wettbewerb in China statt.

## Medaillengewinner

### Herren
| Jahr | Austragungsort | Gold                                 | Silber                               | Bronze                               |
| ---- | -------------- | ------------------------------------ | ------------------------------------ | ------------------------------------ |
| 2003 | Peking         | Timothy Goebel                       | Brian Joubert                        | Li Chengjiang                        |
| 2004 | Peking         | Jeffrey Buttle                       | Li Chengjiang                        | Stefan Lindemann                     |
| 2005 | Peking         | Emanuel Sandhu                       | Stéphane Lambiel                     | Andrei Grjasew                       |
| 2006 | Nanjing        | Evan Lysacek                         | Sergei Dawydow                       | Emanuel Sandhu                       |
| 2007 | Harbin         | Johnny Weir                          | Evan Lysacek                         | Stéphane Lambiel                     |
| 2008 | Peking         | Jeremy Abbott                        | Stephen Carriere                     | Tomáš Verner                         |
| 2009 | Peking         | Nobunari Oda                         | Evan Lysacek                         | Sergei Woronow                       |
| 2010 | Peking         | Takahiko Kozuka                      | Brandon Mroz                         | Tomáš Verner                         |
| 2011 | Shanghai       | Jeremy Abbott                        | Nobunari Oda                         | Song Nan                             |
| 2012 | Shanghai       | Tatsuki Machida                      | Daisuke Takahashi                    | Sergei Woronow                       |
| 2013 | Peking         | Yan Han                              | Maxim Kowtun                         | Takahiko Kozuka                      |
| 2014 | Shanghai       | Maxim Kowtun                         | Yuzuru Hanyū                         | Richard Dornbush                     |
| 2015 | Peking         | Javier Fernández                     | Jin Boyang                           | Yan Han                              |
| 2016 | Peking         | Patrick Chan                         | Jin Boyang                           | Sergei Woronow                       |
| 2017 | Peking         | Michail Koljada                      | Jin Boyang                           | Max Aaron                            |
| 2019 | Chongqing      | Jin Boyang                           | Yan Han                              | Matteo Rizzo                         |
| 2020 | Chongqing      | Jin Boyang                           | Yan Han                              | Chen Yudong                          |
| 2021 | Chongqing      | abgesagt wegen der COVID-19-Pandemie | abgesagt wegen der COVID-19-Pandemie | abgesagt wegen der COVID-19-Pandemie |
| 2023 | Chongqing      | Adam Siao Him Fa                     | Shōma Uno                            | Michail Schaidorow                   |
| 2024 | Chongqing      | Shun Satō                            | Michail Schaidorow                   | Adam Siao Him Fa                     |

### Damen
| Jahr | Austragungsort | Gold                                 | Silber                               | Bronze                               |
| ---- | -------------- | ------------------------------------ | ------------------------------------ | ------------------------------------ |
| 2003 | Peking         | Olena Ljaschenko                     | Yoshie Onda                          | Fumie Suguri                         |
| 2004 | Peking         | Irina Sluzkaja                       | Wiktorija Woltschkowa                | Joannie Rochette                     |
| 2005 | Peking         | Irina Sluzkaja                       | Mao Asada                            | Shizuka Arakawa                      |
| 2006 | Nanjing        | Júlia Sebestyén                      | Yukari Nakano                        | Emily Hughes                         |
| 2007 | Harbin         | Kim Yuna                             | Caroline Zhang                       | Carolina Kostner                     |
| 2008 | Peking         | Kim Yuna                             | Miki Andō                            | Laura Lepistö                        |
| 2009 | Peking         | Akiko Suzuki                         | Kiira Korpi                          | Joannie Rochette                     |
| 2010 | Peking         | Miki Andō                            | Akiko Suzuki                         | Aljona Leonowa                       |
| 2011 | Shanghai       | Carolina Kostner                     | Mirai Nagasu                         | Adelina Sotnikowa                    |
| 2012 | Shanghai       | Mao Asada                            | Julija Lipnizkaja                    | Kiira Korpi                          |
| 2013 | Peking         | Anna Pogorilaja                      | Adelina Sotnikowa                    | Carolina Kostner                     |
| 2014 | Shanghai       | Jelisaweta Tuktamyschewa             | Julija Lipnizkaja                    | Kanako Murakami                      |
| 2015 | Peking         | Mao Asada                            | Rika Hongo                           | Jelena Radionowa                     |
| 2016 | Peking         | Jelena Radionowa                     | Kaetlyn Osmond                       | Jelisaweta Tuktamyschewa             |
| 2017 | Peking         | Alina Sagitowa                       | Wakaba Higuchi                       | Jelena Radionowa                     |
| 2019 | Chongqing      | Anna Schtscherbakowa                 | Satoko Miyahara                      | Jelisaweta Tuktamyschewa             |
| 2020 | Chongqing      | Chen Hongyi                          | Li Angel                             | Jin Minzhi                           |
| 2021 | Chongqing      | abgesagt wegen der COVID-19-Pandemie | abgesagt wegen der COVID-19-Pandemie | abgesagt wegen der COVID-19-Pandemie |
| 2023 | Chongqing      | Hana Yoshida                         | Rinka Watanabe                       | Loena Hendrickx                      |
| 2024 | Chongqing      | Amber Glenn                          | Mone Chiba                           | Kim Chae-yeon                        |

### Paare
| Jahr | Austragungsort | Gold                                     | Silber                                   | Bronze                                     |
| ---- | -------------- | ---------------------------------------- | ---------------------------------------- | ------------------------------------------ |
| 2003 | Peking         | Shen Xue / Zhao Hongbo                   | Pang Qing / Tong Jian                    | Marija Petrowa / Alexei Tichonow           |
| 2004 | Peking         | Shen Xue / Zhao Hongbo                   | Zhang Dan / Zhang Hao                    | Valerie Marcoux / Craig Buntin             |
| 2005 | Peking         | Marija Petrowa / Alexei Tichonow         | Pang Qing / Tong Jian                    | Dorota Zagórska / Mariusz Siudek           |
| 2006 | Nanjing        | Shen Xue / Zhao Hongbo                   | Pang Qing / Tong Jian                    | Aljona Savchenko / Robin Szolkowy          |
| 2007 | Harbin         | Pang Qing / Tong Jian                    | Keauna McLaughlin / Rockne Brubaker      | Jessica Miller / Ian Moram                 |
| 2008 | Peking         | Zhang Dan / Zhang Hao                    | Tetjana Wolossoschar / Stanislaw Morosow | Pang Qing / Tong Jian                      |
| 2009 | Peking         | Shen Xue / Zhao Hongbo                   | Zhang Dan / Zhang Hao                    | Tetjana Wolossoschar / Stanislaw Morosow   |
| 2010 | Peking         | Pang Qing / Tong Jian                    | Sui Wenjing / Han Cong                   | Caitlin Yankowskas / John Coughlin         |
| 2011 | Shanghai       | Juko Kawaguti / Alexander Smirnow        | Zhang Dan / Zhang Hao                    | Kirsten Moore-Towers / Dylan Moscovitch    |
| 2012 | Shanghai       | Pang Qing / Tong Jian                    | Juko Kawaguti / Alexander Smirnow        | Xenija Andrejewna Stolbowa / Fjodor Klimow |
| 2013 | Peking         | Aljona Savchenko / Robin Szolkowy        | Pang Qing / Tong Jian                    | Peng Cheng / Zhang Hao                     |
| 2014 | Shanghai       | Peng Cheng / Zhang Hao                   | Yu Xiaoyu / Jin Yang                     | Wang Xuehan / Wang Lei                     |
| 2015 | Peking         | Juko Kawaguti / Alexander Smirnow        | Sui Wenjing / Han Cong                   | Yu Xiaoyu / Jin Yang                       |
| 2016 | Peking         | Yu Xiaoyu / Zhang Hao                    | Peng Cheng / Jin Yang                    | Ljubow Iljuschetschkina / Dylan Moscovitch |
| 2017 | Peking         | Sui Wenjing / Han Cong                   | Yu Xiaoyu / Zhang Hao                    | Kirsten Moore-Towers / Michael Marinaro    |
| 2019 | Chongqing      | Sui Wenjing / Han Cong                   | Peng Cheng / Jin Yang                    | Ljubow Iljuschetschkina / Charlie Bilodeau |
| 2020 | Chongqing      | Peng Cheng / Jin Yang                    | Wang Yuchen / Huang Yihang               | Zhu Daizifei / Liu Yuhang                  |
| 2021 | Chongqing      | abgesagt wegen der COVID-19-Pandemie     | abgesagt wegen der COVID-19-Pandemie     | abgesagt wegen der COVID-19-Pandemie       |
| 2023 | Chongqing      | Deanna Stellato-Dudek / Maxime Deschamps | Rebecca Ghilardi / Filippo Ambrosini     | Peng Cheng / Wang Lei                      |
| 2024 | Chongqing      | Sara Conti / Niccolò Macii               | Minerva-Fabienne Hase / Nikita Wolodin   | Lia Peraira / Trennt Michaud               |

### Eistanzen
| Jahr | Austragungsort | Gold                                    | Silber                               | Bronze                                       |
| ---- | -------------- | --------------------------------------- | ------------------------------------ | -------------------------------------------- |
| 2003 | Peking         | Tatjana Nawka / Roman Kostomarow        | Elena Hruschyna / Ruslan Hontscharow | Isabelle Delobel / Olivier Schoenfelder      |
| 2004 | Peking         | Tanith Belbin / Benjamin Agosto         | Galit Chait / Sergei Sachnowski      | Marie-France Dubreuil / Patrice Lauzon       |
| 2005 | Peking         | Tatjana Nawka / Roman Kostomarow        | Galit Chait / Sergei Sachnowski      | Megan Wing / Aaron Lowe                      |
| 2006 | Nanjing        | Oxana Domnina / Maxim Schabalin         | Tanith Belbin / Benjamin Agosto      | Jana Chochlowa / Sergei Nowizki              |
| 2007 | Harbin         | Tanith Belbin / Benjamin Agosto         | Oxana Domnina / Maxim Schabalin      | Federica Faiella / Massimo Scali             |
| 2008 | Peking         | Oxana Domnina / Maxim Schabalin         | Tanith Belbin / Benjamin Agosto      | Jana Chochlowa / Sergei Nowizki              |
| 2009 | Peking         | Tanith Belbin / Benjamin Agosto         | Jana Chochlowa / Sergei Nowizki      | Federica Faiella / Massimo Scali             |
| 2010 | Peking         | Nathalie Péchalat / Fabian Bourzat      | Jekaterina Bobrowa / Dmitri Solowjow | Federica Faiella / Massimo Scali             |
| 2011 | Shanghai       | Jekaterina Bobrowa / Dmitri Solowjow    | Maia Shibutani / Alex Shibutani      | Pernelle Carron / Lloyd Jones                |
| 2012 | Shanghai       | Nathalie Péchalat / Fabian Bourzat      | Jekaterina Bobrowa / Dmitri Solowjow | Kaitlyn Weaver / Andrew Poje                 |
| 2013 | Peking         | Nathalie Péchalat / Fabian Bourzat      | Jekaterina Bobrowa / Dmitri Solowjow | Madison Chock / Evan Bates                   |
| 2014 | Shanghai       | Gabriella Papadakis / Guillaume Cizeron | Maia Shibutani / Alex Shibutani      | Anna Cappellini / Luca Lanotte               |
| 2015 | Peking         | Anna Cappellini / Luca Lanotte          | Madison Chock / Evan Bates           | Jelena Iljinych / Ruslan Schiganschin        |
| 2016 | Peking         | Maia Shibutani / Alex Shibutani         | Kaitlyn Weaver / Andrew Poje         | Alexandra Stepanowa / Iwan Bukin             |
| 2017 | Peking         | Gabriella Papadakis / Guillaume Cizeron | Madison Chock / Evan Bates           | Jekaterina Bobrowa / Dmitri Solowjow         |
| 2019 | Chongqing      | Wiktorija Sinizina / Nikita Kazalapow   | Madison Chock / Evan Bates           | Laurence Fournier Beaudry / Nikolaj Sørensen |
| 2020 | Chongqing      | Wang Shiyue / Liu Xinyu                 | Chen Hong / Sun Zhuoming             | Ning Wanqi / Wang Chao                       |
| 2021 | Chongqing      | abgesagt wegen der COVID-19-Pandemie    | abgesagt wegen der COVID-19-Pandemie | abgesagt wegen der COVID-19-Pandemie         |
| 2023 | Chongqing      | Piper Gilles / Paul Poirier             | Marjorie Lajoie / Zachary Lagha      | Caroline Green / Michael Parsons             |
| 2024 | Chongqing      | Charlène Guignard / Marco Fabbri        | Marjorie Lajoie / Zachary Lagha      | Christina Carreira / Anthony Ponomarenko     |